# 哈斯洛赫
哈斯洛赫（德語：Haßloch，發音：[ˈhaslɔx]）是德国莱茵兰-普法尔茨州巴特迪克海姆县的市镇，面积39.95平方千米，2023年12月31日人口为20,450人，是该县最大的市镇，甚至超过了县治巴特迪克海姆本身。